# آتاری ۲۶۰۰
آتاری ۲۶۰۰ (به انگلیسی: Atari ۲۶۰۰) نام اولین کنسول از نسل دوم دستگاه‌های بازی ویدئویی است که در اکتبر ۱۹۷۷ توسط شرکت آتاری عرضه شد. این دستگاه دارای یک حافظهٔ ۱۲۸ بایت بود و بازی‌های آن روی کارتریج (نوار یا فیلم) عرضه می‌شدند. کنسول آتاری ۲۶۰۰ یکی از اولین کنسولی هایی است که در آن از جوی استیک یا اهرمک استفاده شده‌است.

## پیشینه
موفقیت‌های اقتصادی کنسول‌های بزرگ بازی‌های ویدئویی در کلوپ‌ها و بارها در آغاز دهه ۱۹۷۰، و همچنین عامه‌پسندی بسیاری از اینگونه بازی‌ها و میل بازی‌کنندگان به انجام بازی‌ها در خانه، باعث شد که فرصت بزرگی برای عرضهٔ نسخه‌های خانگی این بازی‌ها به وجود آید. در سال ۱۹۷۵ شرکت آتاری نسخهٔ خانگی بازی پونگ یا تنیس دو نفره را -که خود سازندهٔ آن بود- عرضه کرد. با این عرضهٔ موفقیت‌آمیز، شرکت‌های دیگری نظیر مَگناوُکس و کولکو نیز بازی‌های مختص خود را انتشار دادند. تمام اینها روی کنسول‌هایی که فقط قادر بودند یک بازی را اجرا کنند قابل بازی بودند. پس از آن، شرکت فیرچایلد در سال ۱۹۷۶ کنسول کانال اف را عرضه کرد. این دستگاه، اولین کنسول برای بازی‌های ویدئویی بود که به جای اجرای یک بازی از حافظهٔ داخلی، از کارتریج (که در میان صحبت‌های مردم ایران به نوار معروف است) استفاده می‌کرد.

## انتشار
با کاهش محبوبیت بازی پونگ و عرضهٔ کنسول‌های دیگرِ برپایهٔ کارتریج، مانند کنسول استودیو ۲ از شرکت آرسی‌آ، شرکت آتاری از سال ۱۹۷۶ روی پروژه‌ای به نام «اِستِلا» مشغول به کار شد تا یک سامانهٔ خانگی بازی‌های ویدئویی که برپایهٔ کارتریج باشد مطرح کند. در حین کار روی پروژهٔ استلا، شرکت آتاری دچار مشکلات مالی شد و مؤسس آن (نولان باشنل) شرکت را به بنگاه ارتباطات وارنر فروخت. سپس در اکتبر ۱۹۷۷، با ۱۰۰ میلیون دلاری که وارنر برای ادامهٔ پروژهٔ استلا مقرر داشت، شرکت آتاری اولین کنسول کارتریج-محور خود را با نام ابتدایی «آتاری وی‌سی‌اس» (به انگلیسی: Atari VCS) که مخفف «سامانهٔ حسابگر ویدئویی» (به انگلیسی: Video Computing System) بود به همراه ۹ بازی عرضه داشت.

### عامه‌پسندی پس از انتشار
آتاری ۲۶۰۰ کنسولی بسیار محبوب بود. این محبوبیت تا جایی پیش رفت که رقبای شرکت آتاری مثل کولکو و ماتل، کنسول‌هایشان را به صورتی پیکربندی کردند تا توانایی اجرای بازی‌های آتاری را نیز داشته باشد و حتی شرکت کولکو یک کنسول کپی شده از آتاری ۲۶۰۰ با نام جمینی (به انگلیسی: Gemini) ساخت. بعد از این، کمپانی‌های دیگری نیز به ساخت کپی‌های مشابه ۲۶۰۰ دست زدند.
در سال ۱۹۸۰ شرکت آتاری یکی از بازی‌های ژاپنی به نام «مهاجمان فضا» (به انگلیسی: Space Invaders) را برای ۲۶۰۰ پیکربندی کرد. محبوبیت این بازی به حدی بود که بسیاری از خریداران فقط برای انجام این بازی اقدام به تهیهٔ کنسول ۲۶۰۰ می‌کردند. پس از آن، بازی «ماجراجویی» (به انگلیسی: Adventure) عرضه شد که به محبوبیت شایانی دست یافت. «ماجراجویی» اولین بازی‌ای است که در آن، برای کارهای مخفی جایزه تعیین شده‌است.

## سخت‌افزار
پردازنده اصلی این کنسول ام‌اواس ۶۵۰۲ می‌باشد با فرکانسی کاری بین ۱ تا ۳ مگاهرتز و تعداد ترانزیستورهای آن بین ۳٬۵۱۰ تا 4,237 می‌باشد. در سایر مدل‌های این کنسول از پردازنده ام‌اواس ۶۵۰۷ استفاده شده‌است که فقط از نظر کاهش حجم پردازنده و تعداد پایه‌ها (دارای ۲۸ پایه) با نوع ام‌اواس ۶۵۰۲ تفاوت دارد و علاوه بر کنسول بازی آتاری در کامپیوترهایی مثل اپل II و کمودور ۶۴ نیز استفاده شده‌است.

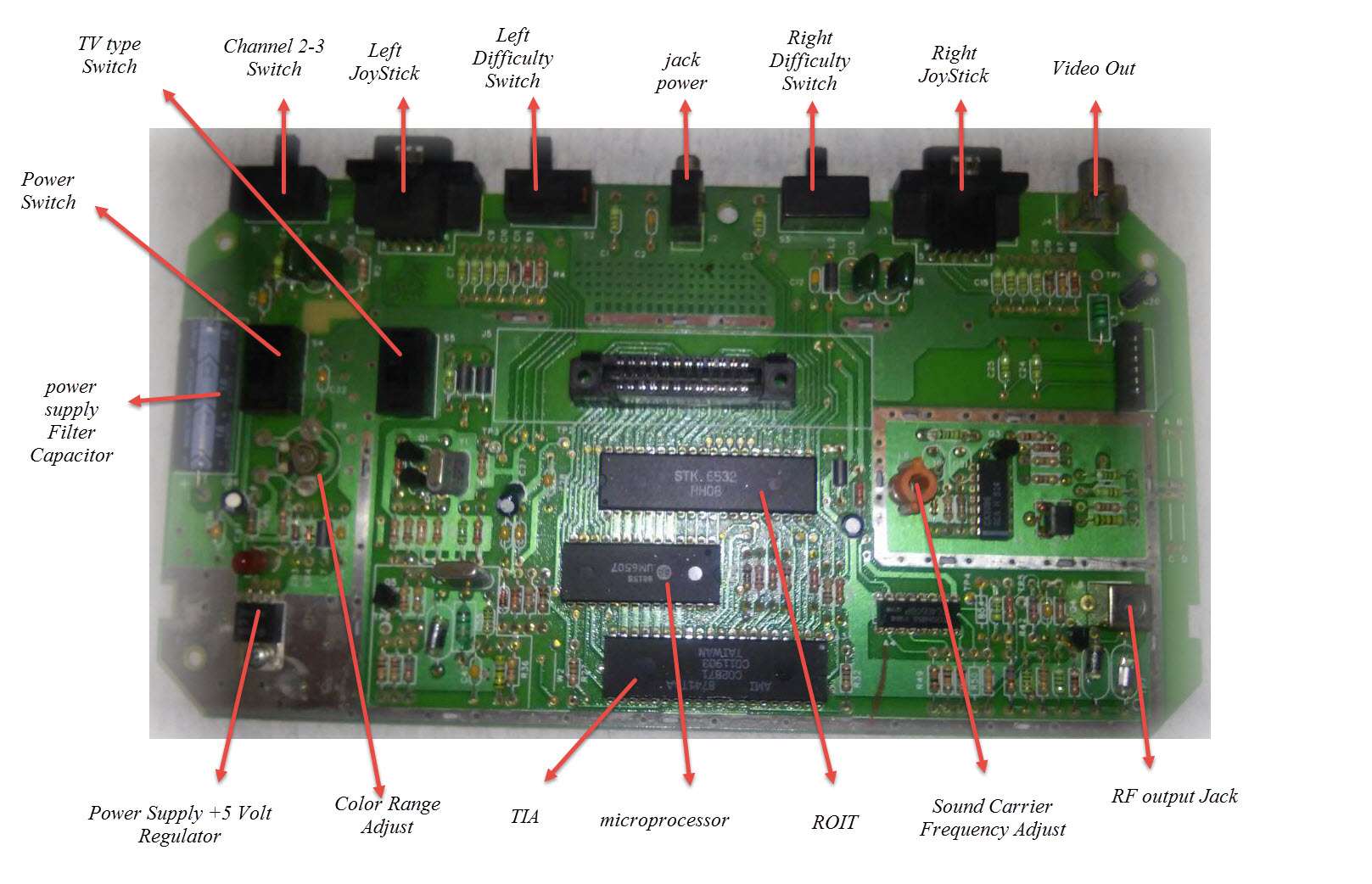
ATARI 2600 Motherboard

آیسی UM6532 نیز همزمان رم ۱۲۸ بایتی و تایمر و I/O یا در مجموع (ROIT) این کنسول بازی با فرکانس کاری حدود ۱ تا ۲ مگاهرتز بوده و آیسی C011903 قلب گرافیکی آتاری بوده که یک نوع ( Television Interface Adaptor (TIA یا همان رابط کاربری آتاری با نمایشگرهای خانگی که عمدتاً از نوع لامپ تصویری می‌باشد.

## بازی‌ها

### بازی‌های برتر
نام ۱۰ بازی برتر این کنسول (بر حسب محبوبیت):
1. فوتبال (به انگلیسی: Football)
2. ریلکس (به انگلیسی: Relax)
3. هاکی روی یخ (به انگلیسی: Ice Hockey)
4. اگومانیا (به انگلیسی: Eggomania)
5. سوپرمن (به انگلیسی: Superman)
6. وال دیفندر (به انگلیسی: Wall Defender)
7. مسابقهٔ خیابانی (به انگلیسی: Street Racer)
8. نقطه خور (به انگلیسی: Pac-Man)
9. جنگ گرگ‌ها (به انگلیسی: Wolf Fighting)
10. ای‌تی: موجود فرازمینی (به انگلیسی: E.T. : The Extra Terrestrial)